# Short Dick Man
Short Dick Man (lett. "uomo dal pene piccolo") è una novelty del gruppo musicale 20 Fingers registrata insieme alla cantante statunitense Gilette nel 1994 e pubblicata il 31 agosto dello stesso anno come primo singolo estratto dall'album di debutto del gruppo, l'eponimo 20 Fingers.

## Il singolo
Il singolo, pubblicato dall'etichetta ZYX, ha riscosso molto successo in tutto il mondo, raggiungendo alte posizioni nelle classifiche dei paesi nei quali è stato pubblicato; è stato un brano molto ballato anche nelle discoteche, sia nella sua versione originale che nei suoi remix.
Una parte del ritornello è stata ripresa dal brano "Pezzettini di Bikini" di Dalidà.
Il successo è stato tuttavia accompagnato da alcune critiche mosse per il contenuto esplicito del brano, evincibile fin dal titolo; per questo motivo, ne fu incisa anche una versione censurata intitolata Short Short Man. In Italia la canzone attirò l'attenzione della stampa poiché veniva usata all'interno del programma pomeridiano di Italia 1 Non è la Rai, durante il quale un gruppo composto da circa cento ragazze adolescenti ballava sulle note di questa canzone, causando forti contestazioni.
La canzone è stata ripresa nel 2007 dal produttore di musica house Laurent Wolf che ne ha realizzato una cover insieme a Marilyn David.

## Tracce
CD single
1. "Short Dick Man" (radio mix) — 3:16
2. "Short Dick Man" (J.J. energy mix radio edit) — 3:20

CD maxi
1. "Short Dick Man" (radio mix) — 3:16
2. "Short Dick Man" (bass mix) — 4:51
3. "Short Dick Man" (jazzy mix) — 4:48
4. "Short Dick Man" (accapella) — 4:17
5. "Short Dick Man" (club mix) — 4:48
6. "Short Dick Man" (J.J. energy mix) — 4:36
7. "Short Dick Man" (insane mix) — 5:03
8. "Short Dick Man" (dub mix) — 2:41

12" maxi
1. "Short Dick Man" (club mix) — 4:48
2. "Short Dick Man" (acapella) — 4:17
3. "Short Dick Man" (bass mix) — 4:51
4. "Short Dick Man" (radio edit) — 3:16

CD maxi - Italian Remixes
1. "Short Dick Man" (heavy dick version) — 10:33
2. "Short Dick Man" (aladino remix) — 5:04
3. "Short Dick Man" (pagany "the sound" remix) — 6:10
4. "Short Dick Man" (Ti.Pi.Cal. planet remix) — 8:33
5. "Short Dick Man" (unity 3 bip remix) — 6:01
6. "Short Dick DJ" (Old Betsy - NoiseLab Crew remix) - 4:29

## Certificazioni
| Paese       | Certificazione | Data             | Vendite certificate |
| ----------- | -------------- | ---------------- | ------------------- |
| Francia     | Silver         | 3 aprile 1995    | 125,000             |
| Germania    | Gold           | 1995             | 150,000             |
| Stati Uniti | Gold           | 17 febbraio 1995 | 500,000             |

## Classifiche
| Classifica (1994-1995)                                | Posizione raggiunta |
| ----------------------------------------------------- | ------------------- |
| Classifica australiana                                | 4                   |
| Classifica austriaca                                  | 6                   |
| Classifica belga (Fiandre)                            | 38                  |
| Classifica belga (Wallonia)                           | 6                   |
| Classifica dei Paesi Bassi                            | 7                   |
| Classifica francese                                   | 1                   |
| Classifica tedesca                                    | 3                   |
| Classifica neozelandese                               | 7                   |
| Classifica britannica                                 | 21                  |
| Classifica britannica 1                               | 11                  |
| Classifica statunitense Billboard Hot 100             | 14                  |
| Classifica statunitense Billboard Hot Dance Club Play | 3                   |
| Classifica statunitense Billboard Rhythmic Top 40 1   | 28                  |

1 "Short, Short Man"
| Classifica annuale (1995)   | Posizione |
| --------------------------- | --------- |
| Classifica austriaca        | 34        |
| Classifica belga (Wallonia) | 18        |
| Classifica francese         | 18        |